# Julida
Pour les articles homonymes, voir Iule.
Ordre
Julida est un ordre de mille-pattes de la classe des diplopodes. Communément nommés iules, ils sont détritivores, consommant feuilles et bois morts, fruits décomposés, etc. Parfois, ils se nourrissent également de quelques champignons. Leur sang est jaune.
Lorsqu'il est inquiété par un prédateur, l'iule, (nom masculin), se roule en spirale pour se protéger. Il peut parfois sécréter des substances répulsives (benzoquinones et hydroquinones) qui laissent sur la peau des taches de couleur jaune-orangé et parfois une odeur acide. Ces taches disparaissent spontanément, en une semaine. L'utilisation de ce moyen de défense varie selon les espèces. Certaines personnes peuvent réagir à ces sécrétions, les réactions vont de légères rougeurs à l'urticaire.
Chez les Diplopodes, chaque mue apporte, suivant les groupes, un nombre plus ou moins grand de nouveaux anneaux. Par exemple 4 ou 5 pour les Julida (iules), 2 à 4 pour les Polydesmida (polydesmes), un seul pour les Glomerida (gloméris). Chaque anneau porte deux paires de pattes. Donc, plus il est vieux, plus le diplopode a de pattes.

## Élevage
L'élevage des iules se popularise petit à petit. L'élevage est relativement simple et la plupart des espèces s'élèvent de la même façon, comme dans un terrarium garni de matières végétales : feuilles mortes, bois mort, humus, etc., en veillant à garder une humidité et une aération suffisantes ainsi qu'en évitant les interstices au niveau du couvercle, qui seraient rapidement mis au profit d'une évasion des spécimens.

## Taxonomie

### Liste des super-familles
Selon Catalogue of Life (27 aout 2021) :
- super-famille Blaniuloidea C. L. Koch, 1847
- super-famille Juloidea Leach, 1814
- super-famille Nemasomatoidea Bollman, 1893
- super-famille Paeromopodoidea Cook, 1895
- super-famille Paeromopoidea Cook, 1895
- super-famille Parajuloidea Bollman, 1893

Selon ITIS (27 aout 2021) :
- super-famille Blaniuloidea Koch, 1847
- super-famille Nemasomatoidea
- super-famille Paeromopodoidea Cook, 1895

Selon World Register of Marine Species (27 aout 2021) :
- super-famille Juloidea Leach, 1814
- super-famille Nemasomatoidea Bollman, 1893

### Liste des familles
Selon NCBI (27 aout 2021) :
- famille Blaniulidae
- famille Julidae
- famille Mongoliulidae
- famille Nemasomatidae
- famille Paeromopodidae
- famille Parajulidae